# Wendy Ellis Somes
Wendy Ellis Somes, nata Wendy Rose Ellis (Blackburn, 6 dicembre 1951) è un'ex ballerina e produttrice teatrale britannica.

## Biografia
Nata e cresciuta a Blackburn, nel 1963 si è trasferita a Londra dopo aver vinto una borsa di studio per la Royal Ballet School e nel 1970 è stata scritturata nel corps de ballet del Royal Ballet. Ha scalato rapidamente i ranghi della compagnia, diventando solista nel 1975 e prima ballerina nel 1979. Quando era ancora ballerina di fila danzava già ruoli da protagonista come Lise ne La fille mal gardée e Florine ne La bella addormentata e, dopo la promozione a prima ballerina, ha ampliato notevolmente il suo repertorio fino a danzare in molti dei grandi ruoli femminili, tra cui Giulietta nel Romeo e Giulietta di Kenneth MacMillan, che coreografò appositamente per lei il ruolo di Stefania del Belgio nel suo balletto Mayerling.
Il suo vasto repertorio includeva coreografie di George Balanchine, Bronislava Nijinska, Hans van Manen, Jerome Robbins e John Neumeier, ma il coreografo a cui è stata legata strettamente la sua carriera prima e dopo il ritiro dalle scene è Frederick Ashton. Ha infatti danzato in numerosi balletti di Ashton, tra cui Cenerentola, La fille mal gardée, Symphonic Variations, The Dream, Enigma Variations, A Month in the Country, Jazz Calendar, Les Patineurs, Façade e A Wedding Bouquet. Ha dato il suo addio alle scene nel 1990 danzando un ruolo in Gloria coreografato appositamente per lei da MacMillan.
Dopo il termine della carriera sulle scene, Wendy Ellis e il marito Michael Somes, primo ballerino al Covent Garden, si sono dedicati alla messa in scena dei balletti di Ashton. Ashton, alla sua morte, aveva lasciato a Michael Somes i diritti di Cenerentola e Symphonic Variations, che sono passati alla moglie dopo la morte del ballerino nel 1994. Prima col marito e poi da sola, Wendy Ellis Somes ha prodotto e diretto allestimenti di Symphonic Variations e Cenerentola con alcune delle maggiori compagnie al mondo, tra cui il Balletto Reale Svedese, l'Het Nationale Ballet, il Joffrey Ballet, l'American Ballet Theatre, il San Francisco Ballet e il Royal Ballet.